# Anton Bruckner
  Anton Bruckner   (pronunciació en : /[ˈantɔn ˈbʁʊknɐ]/) (Ansfelden, 4 de setembre de 1824 - Viena, 11 d'octubre de 1896) fou un compositor i organista austríac que va crear la seua obra a les acaballes de l'era romàntica. L'anomenada de Bruckner es fonamenta en les seves simfonies, misses i motets. En particular, les seves simfonies gaudeixen de gran reconeixement per la profunditat i ambició emocional, encara que també s'hagin guanyat detractors (especialment als països de parla anglesa) a causa de l'extrema durada i el fet de l'existència de múltiples versions de cadascuna d'elles. Per la seva escala, les sonoritats massives i l'estructura imponent, les simfonies de Bruckner han estat anomenades «catedrals del so».
La seva vida va estar marcada per una exacerbada religiositat, lluny dels ambients mundans, dins l'entorn rural en què va néixer i que va forjar el seu caràcter.
A diferència d'altres radicals musicals com Richard Wagner i Hugo Wolf, Bruckner va mostrar una humilitat extrema davant d'altres músics, Wagner en particular. Aquesta aparent dicotomia, entre el Bruckner l'home i el Bruckner compositor, dificulta els esforços per descriure la seva vida d'una manera que doni un context senzill a la seva música. Hans von Bülow el va descriure com "meitat geni, meitat babau". Bruckner va ser crític amb la seva pròpia obra i sovint va reelaborar les seves composicions. Hi ha diverses versions de moltes de les seves obres.
Les seves obres, les simfonies en particular, van tenir detractors, sobretot l'influent crític austríac Eduard Hanslick i altres partidaris de Johannes Brahms, que van criticar la seva gran llargada i l'ús de la repetició, així com la propensió de Bruckner a revisar moltes de les seves obres, sovint amb l'ajuda de col·legues, i la seva aparent indecisió sobre quines versions preferia. D'altra banda, Bruckner va ser molt admirat pels compositors posteriors, inclòs el seu amic Gustav Mahler.

## Biografia

### Infantesa

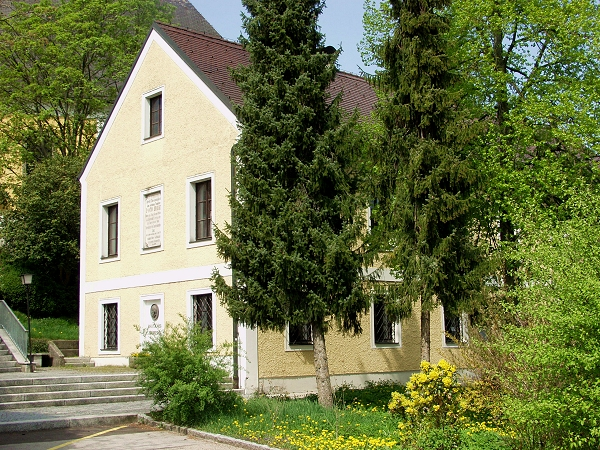
La casa d'⁣Ansfelden, Àustria, on va néixer Anton Bruckner. Actualment és el Museu Anton Bruckner.

Anton Bruckner va néixer a Ansfelden (aleshores un poble, ara gairebé un suburbi de Linz) el 4 de setembre de 1824. Els ancestres de la família de Bruckner eren grangers i artesans, amb una història que es remunta al segle XVI. Residien a prop d'un pont al sud de Sindelburg, fet que els va fer anomenar "Bruckhner an der Bruckhen" (pontistes al pont). El 1776, l'avi de Bruckner va ser designat mestre d'escola a Ansfelden; aquest càrrec va passar al seu pare, Anton Bruckner, el 1823. Era una posició mal pagada però molt respectada en l'entorn rural. Bruckner pare es va casar amb Therese Helm, i van tenir onze fills, Anton Bruckner era el més gran.
La música formava part del currículum escolar, i el pare de Bruckner va ser el seu primer professor de música. Bruckner va aprendre a tocar l'orgue des de petit. Es va dedicar molt a l'instrument tal com ho va fer més tard a la seva vida en la composició, sovint practicant durant 12 hores al dia. Va entrar a l'escola quan tenia sis anys, va demostrar ser un estudiant treballador i aviat va ser canviat a una classe superior. Mentre estudiava, Bruckner també va ajudar el seu pare a ensenyar als altres nens. Després que Bruckner rebé la confirmació el 1833, el seu pare el va enviar a una altra escola a Hörsching. El mestre d'escola, Johann Baptist Weiß, era un entusiasta de la música i un organista respectat. Aquí, Bruckner va completar la seva formació escolar i va perfeccionar les seves habilitats com a organista. Cap al 1835 Bruckner va escriure la seva primera composició, una Pange lingua– una de les composicions que va revisar al final de la seva vida. Quan el seu pare va emmalaltir, Anton va tornar a Ansfelden per ajudar-lo en la seva feina.

### Formació com a professor

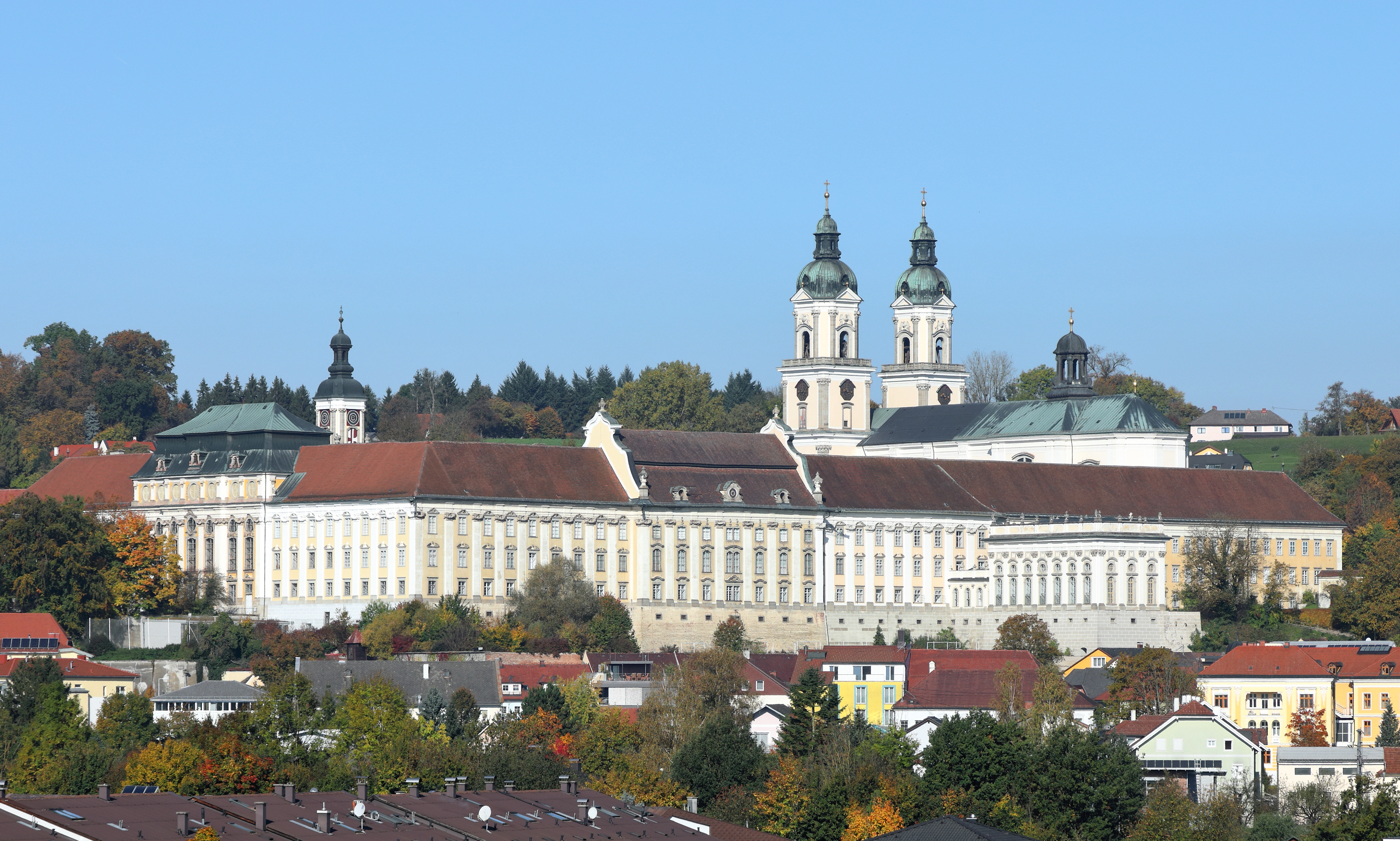
Priorat de St Florian, on Bruckner va viure en moltes ocasions durant la seva vida

El pare de Bruckner va morir el 1837, quan Bruckner tenia 13 anys. El càrrec i la casa del mestre van ser donats a un successor, i Bruckner va ser enviat al monestir agustinià de Sankt Florian per convertir-se en corista. A més de la pràctica del cor, la seva educació va incloure classes de violí i orgue. Bruckner estava admirat pel gran orgue del monestir, construït durant l'època del barroc tardà i reconstruït el 1837, i de vegades el tocava durant els serveis de l'església. Més tard, l'orgue es va anomenar "Orgue Bruckner". Malgrat les seves habilitats musicals, la mare de Bruckner va enviar el seu fill a un seminari d'ensenyament a Linz el 1841.
Després d'acabar el seminari amb excel·lents notes, Bruckner va ser enviat com a ajudant de professor a una escola a Windhaag. La qualitat de vida i la remuneració eren horribles, i Bruckner era constantment humiliat pel seu superior, el mestre Franz Fuchs. Tot i aquesta difícil situació, Bruckner mai es va queixar ni es va rebel·lar; la creença en la seva pròpia inferioritat havia de ser un dels trets característics de Bruckner durant tota la seva vida. Va romandre a Windhaag des dels 17 fins als 19 anys, ensenyant matèries totalment alienes a la música.
El prelat Michael Arneth es va adonar de la mala situació de Bruckner a Windhaag i li va concedir una plaça d'ajudant de professor als voltants de la ciutat monàstica de Sankt Florian, enviant-lo a Kronstorf an der Enns durant dos anys. Aquí podria tenir més temps en l'activitat musical. L'època a Kronstorf va ser molt més feliç per a Bruckner. Entre 1843 i 1845, Bruckner va ser l'alumne de Leopold von Zenetti a Enns. En comparació amb les poques obres que va escriure a Windhaag, les composicions de Kronstorf de 1843 a 1845 mostren una capacitat artística significativament millorada, i finalment els inicis del que es podria anomenar "l'estil Bruckner". Entre les obres de Kronstorf hi ha la peça vocal Asperges me (WAB 4), que l'ajudant del jove professor, tot i que no li permetia la seva posició, va signar amb "Anton Bruckner m.p.ria. Comp[onist]". Això s'ha interpretat com un signe primerenc solitari de les ambicions artístiques de Bruckner. Tanmateix, se sap poc dels plans i intencions de vida de Bruckner.

### Organista a Sankt Florian

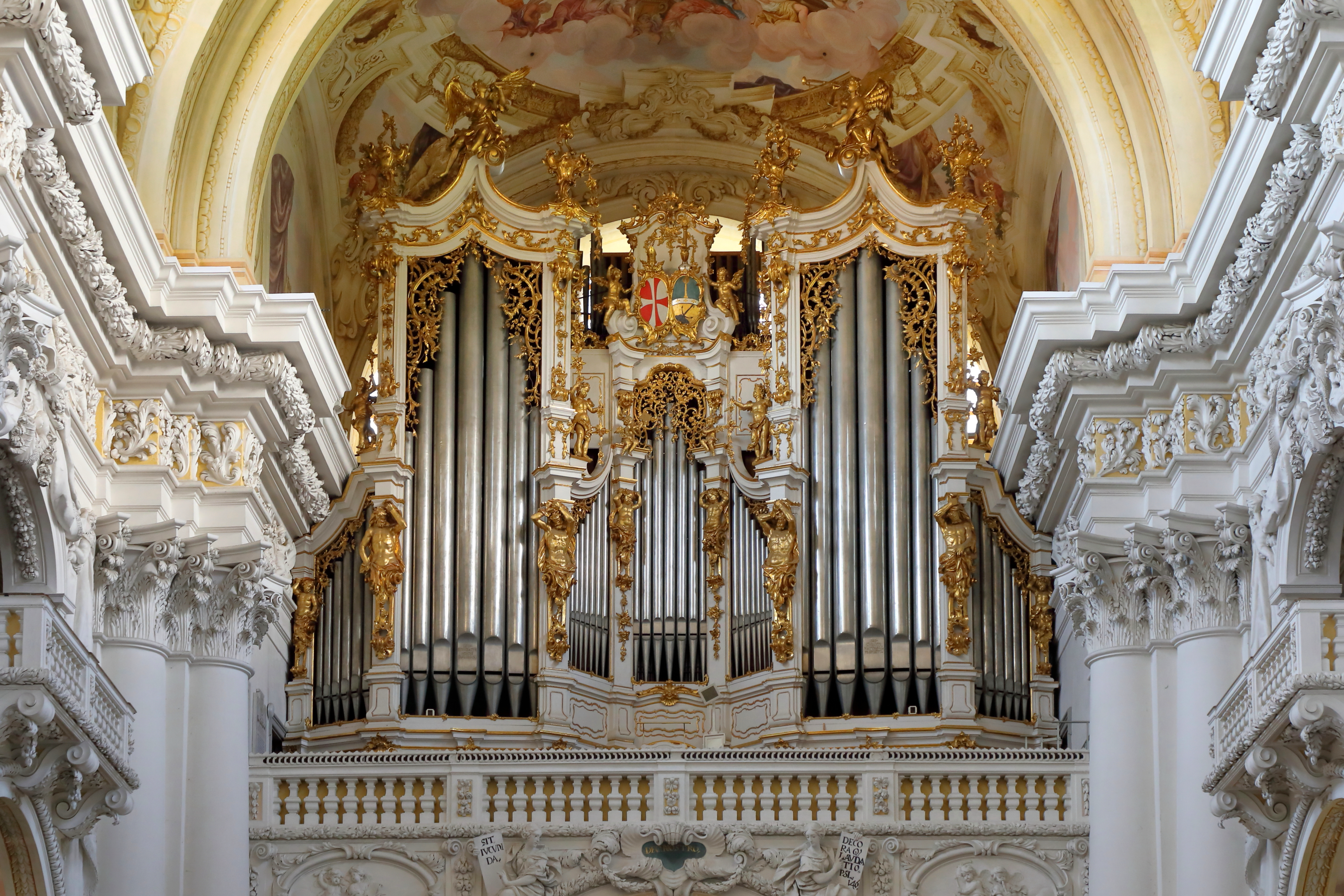
L'"Orgue Bruckner" a Sankt Florian

Després del període de Kronstorf, Bruckner va tornar a Sankt Florian el 1845 on, durant els següents 10 anys, treballarà com a professor i organista. El maig de 1845, Bruckner va superar un examen, el que li va obrir les portes per començar a treballar com a professor ajudant en una de les escoles del poble de Sankt Florian. Va continuar millorant la seva formació participant en cursos addicionals i, després de passar un altre examen, va obtenir la certificació per ensenyar en instituts d'educació superior, amb una qualificació de "molt bé" en totes les disciplines. L'any 1848 Bruckner va ser nomenat organista a Sankt Florian i el 1851 va ocupar el lloc de manera habitual. A Sankt Florian, la major part del repertori consistia en la música de Michael Haydn, Johann Georg Albrechtsberger i Franz Joseph Aumann. Durant la seva estada a Sankt Florian, Bruckner va continuar treballant amb Zenetti.

### Període d'estudi
El 1855, Bruckner, aspirant a convertir-se en estudiant del famós teòric musical vienès Simon Sechter, va mostrar al mestre la seva Missa solemnis (WAB 29), escrita un any abans, i va ser acceptat. L'educació, que incloïa habilitats en teoria musical i contrapunt, entre d'altres, es va dur a terme principalment per correspondència, però també va incloure llargues sessions presencials a Viena. L'ensenyament de Sechter tindria una profunda influència en Bruckner. Més tard, quan Bruckner va començar a ensenyar música ell mateix, va basar el seu currículum en el llibre de Sechter Die Grundsätze der musikalischen Komposition (Leipzig 1853/54).

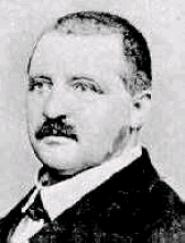
Bruckner, c. 1860

En gran part autodidacta com a compositor, Bruckner només va començar a compondre seriosament als 37 anys el 1861. Bruckner va estudiar més amb Otto Kitzler, que era nou anys més jove que ell i que el va introduir en la música de Richard Wagner, que Bruckner va estudiar àmpliament a partir de 1863. Bruckner considerava les primeres obres orquestrals (la Simfonia en fa menor, les tres peces orquestrals, la Marxa en re menor i l'⁣Obertura en sol menor, que va compondre el 1862-1863), mers exercicis escolars, fets sota la supervisió d'Otto Kitzler. Va continuar els seus estudis fins als 40 anys. L'àmplia fama i acceptació no van arribar fins que va tenir més de 60 anys (després de l'estrena de la seva Setena Simfonia el 1884). El 1861 ja havia conegut Franz Liszt que, com Bruckner, tenia una forta fe religiosa catòlica i que, sobretot, era un innovador harmònic, iniciant juntament amb Wagner la nova escola alemanya. El maig de 1861 va debutar en concert, com a compositor i director amb Ave Maria, composta en set parts. Poc després de completar els seus estudis amb Sechter i Kitzler, Bruckner va compondre la seva primera obra madura, la Missa en re menor. Entre 1861 i 1868, va dividir el seu temps entre Viena i Sankt Florian. Volia no només assegurar-se que era capaç de crear música moderna, sinó també passar temps en un entorn més profundament religiós.

### El període de Viena
El 1868, després de la mort de Sechter, Bruckner va acceptar amb certa vacil·lació el càrrec deixat vacant per ell com a professor de teoria musical al Conservatori de Viena, temps durant el qual va concentrar la major part de la seva energia a escriure simfonies. Aquestes simfonies van tenir una mala acollida, de vegades considerades "salvatges" i "sense sentit". Entre els seus estudiants al Conservatori hi havia Richard Robert. El seu alumne, Friedrich Klose, va escriure un llibre sobre les seves impressions sobre Bruckner com a compositor i professor.
Més tard va acceptar una plaça a la Universitat de Viena el 1875, on va intentar que la teoria musical fos part del currículum. En general, no era feliç a Viena, que estava musicalment dominada pel crític Eduard Hanslick. Aleshores, hi va haver una baralla entre els defensors de la música de Wagner i Brahms; en alinear-se amb Wagner, Bruckner es va convertir en un enemic involuntari de Hanslick. Però no es va quedar sense suports. El crític musical del Deutsche Zeitung, Theodor Helm, i directors famosos com Arthur Nikisch i Franz Schalk van intentar constantment portar la seva música al públic, i amb aquest propòsit van proposar "millores" per fer que la música de Bruckner fos més acceptable per al públic.

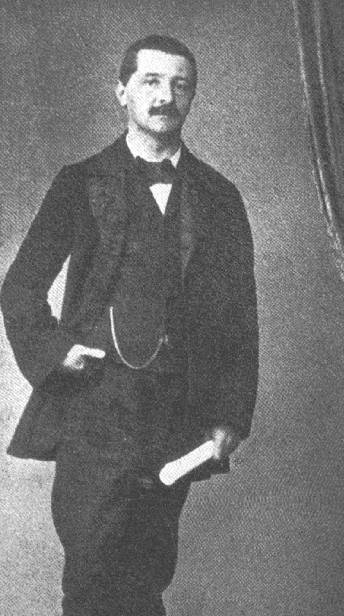
Fotografia d'Anton Bruckner

A més de les seves simfonies, Bruckner va escriure misses, motets i altres obres corals sagrades, i algunes obres de cambra, inclòs un quintet de corda. A diferència de les seves simfonies romàntiques, algunes de les obres corals de Bruckner són sovint d'estil conservador i contrapuntístic⁣; tanmateix, el Te Deum, Helgoland, Salm 150 i almenys una missa demostren usos innovadors i radicals del cromatisme.
Els biògrafs generalment caracteritzen Bruckner com un home de província "simple", i molts biògrafs s'han queixat que hi ha una gran discrepància entre la vida de Bruckner i la seva obra. Per exemple, Karl Grebe va dir: "la seva vida no diu res de la seva obra, i la seva obra no diu res de la seva vida, aquest és el fet incòmode des del qual ha de partir qualsevol biografia". Hi ha moltes històries sobre la perseverança tenaç de Bruckner en la seva vocació i com va acceptar humilment la fama que finalment va arribar-li. En una ocasió, després d'un assaig de la seva Quarta Simfonia l'any 1881, el benintencionat Bruckner va dir al director d'orquestra Hans Richter⁣: "Quan s'havia acabat la simfonia", va relatar Richter, "Bruckner va venir a mi, amb la cara radiant d'entusiasme i alegria. Vaig sentir com em posava una moneda a la mà. "Agafa això", va dir, "i beu un got de cervesa per a la meva salut". Richter, per descomptat, va acceptar la moneda, un taler de Maria Teresa, i la va portar a la cadena del rellotge per sempre més.

Bruckner va ser un organista de renom en la seva època, va impressionar el públic a França el 1869 i al Regne Unit el 1871, fent sis recitals sobre un nou orgue Henry Willis al Royal Albert Hall de Londres i cinc més al Crystal Palace. Encara que no va escriure cap obra important per a orgue, les seves sessions d'improvisació de vegades van donar idees per a les simfonies. Va impartir classes d'orgue al Conservatori; entre els seus alumnes hi havia Hans Rott i Franz Schmidt. Gustav Mahler, que va anomenar Bruckner el seu "precursor", va assistir al conservatori en aquesta època.

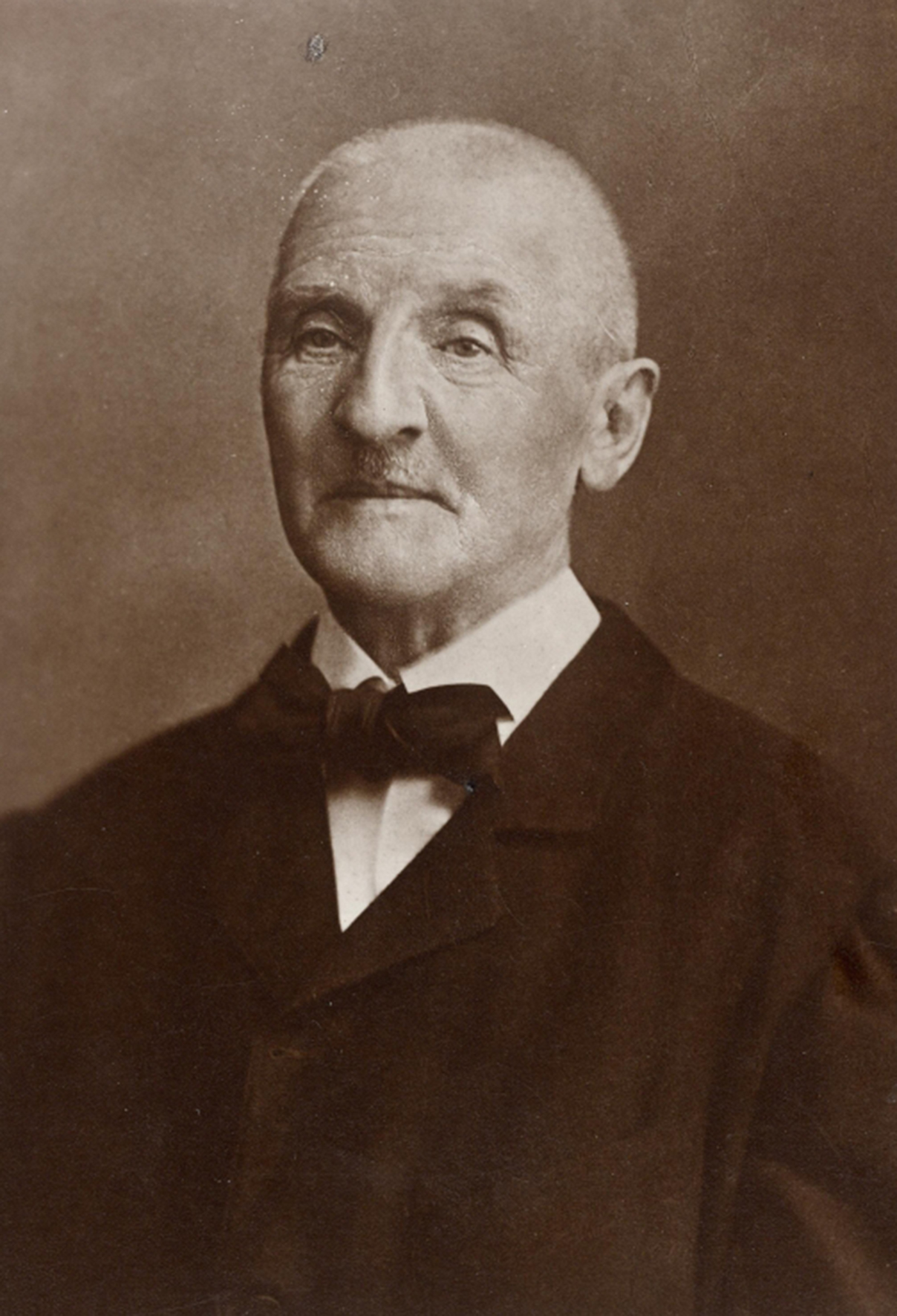
Bruckner en una fotografia del final de la seva vida

Bruckner va ser un solter de tota la vida que va fer nombroses propostes de matrimoni sense èxit a noies adolescents. Una d'aquestes era la filla d'una amiga, anomenada Louise; en el seu dolor es creu que va escriure la cantata "Entsagen" (Renúncia). El seu afecte per les adolescents va portar a l'acusació d'irregularitat on ensenyava música i, després de ser exonerat, va decidir dedicar-se a ensenyar als nois. El seu calendari de 1874 detalla els noms de les noies que el van atreure, i la llista d'aquestes noies a tots els seus diaris era molt llarga. El 1880 es va enamorar d'una noia camperola de 17 anys en el repartiment de l'⁣obra de la Passió d'Oberammergau. El seu interès per les adolescents sembla haver estat motivat per la seva por al pecat; creia que (a diferència de les dones grans) podia estar segur que es casaria amb una verge. Les seves propostes infructuoses als adolescents van continuar quan ja havia passat els 70 anys; una perspectiva, la cambrera de l'hotel de Berlín, Ida Buhz, va estar a punt de casar-se amb ell, però va trencar el compromís quan es va negar a convertir-se al catolicisme. Va patir atacs periòdics de depressió, amb els seus nombrosos intents fallits de trobar una companya femenina només augmentant la seva infelicitat.
El juliol de 1886, l'emperador el va condecorar amb l'⁣orde de Francesc Josep. Molt probablement es va retirar del seu càrrec a la Universitat de Viena el 1892, als 68 anys. Va escriure una gran quantitat de música que va utilitzar per ajudar a ensenyar als seus alumnes.
Bruckner va morir a Viena el 1896 als 72 anys. Està enterrat a la cripta de l'església del monestir de Sant Florià, immediatament a sota del seu orgue favorit. Sempre havia tingut una mòrbida fascinació per la mort i els cadàvers i va deixar instruccions explícites sobre l'⁣embalsamament del seu cadàver.
La Universitat Privada de Música, Drama i Dansa Anton Bruckner, una institució d'educació superior a Linz, propera a la seva natal Ansfelden, va rebre el seu nom el 1932 (com el "Conservatori Bruckner de Linz" fins al 2004). L'⁣Orquestra Bruckner Linz també va ser nomenada en el seu honor.

## Música

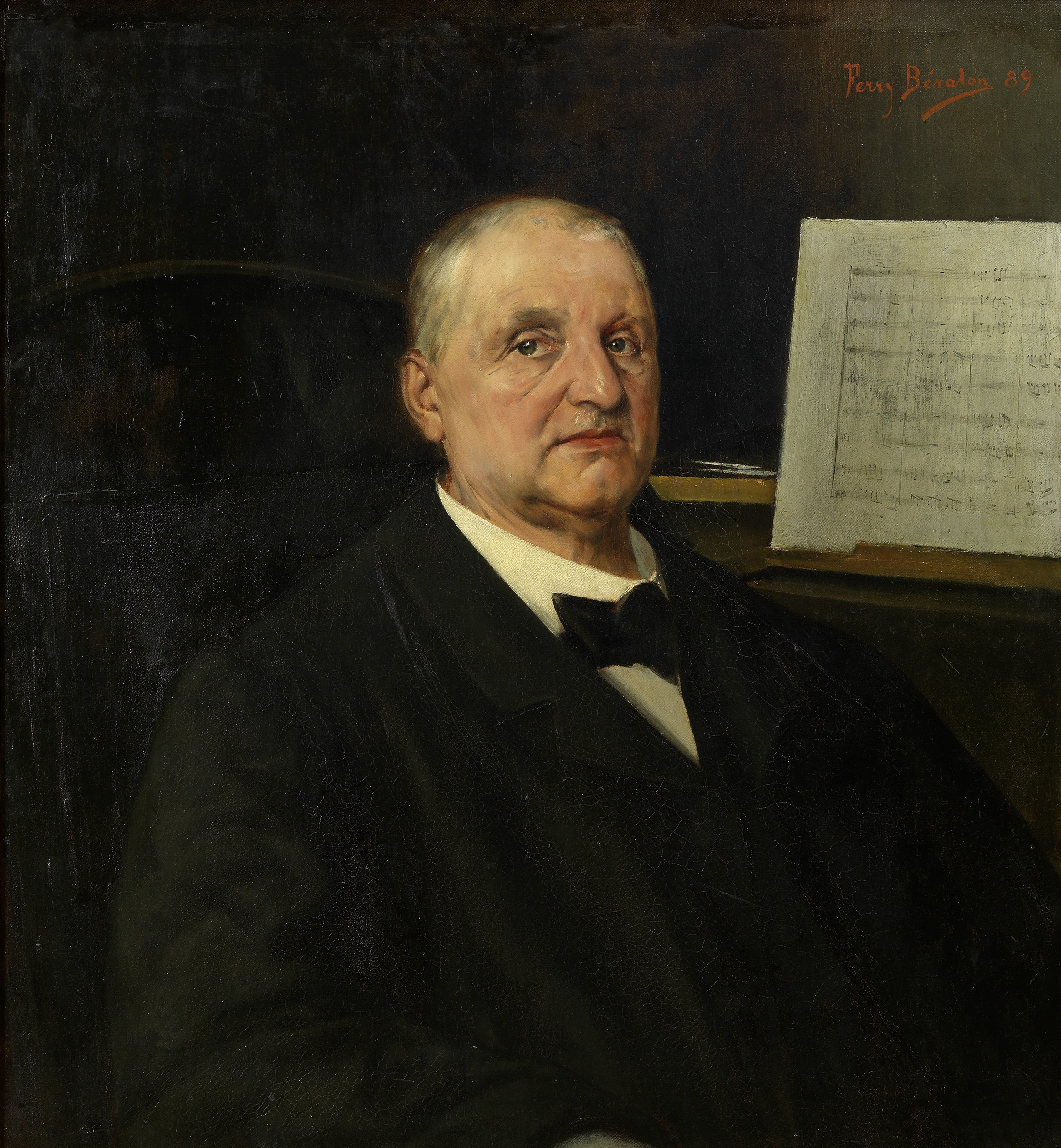
Retrat d'Anton Bruckner (1889)

De vegades es fa referència a les obres de Bruckner amb números WAB, del Werkverzeichnis Anton Bruckner, un catàleg d'obres de Bruckner editat per Renate Grasberger.
El tema de les revisions ha estat objecte de controvèrsia. Una explicació comuna de les múltiples versions és que Bruckner estava disposat a revisar la seva obra basant-se en les crítiques severes i a vegades poc informades dels seus col·legues. "El resultat d'aquests consells va ser despertar immediatament tota la inseguretat en la part no musical de la personalitat de Bruckner", escriu el musicòleg Deryck Cooke. "A falta de tota seguretat en aquests temes, es va sentir obligat a inclinar-se davant les opinions dels seus amics, "els experts", per permetre... revisions i fins i tot ajudar a fer-les en alguns casos". Aquesta explicació va ser àmpliament acceptada quan va ser defensada per l'estudiós de Bruckner Robert Haas, que va ser l'editor en cap de les primeres edicions crítiques de les obres de Bruckner publicades per la Societat Internacional Bruckner⁣; es continua trobant a la majoria de notes de programes i esbossos biogràfics sobre Bruckner. El treball de Haas va ser avalat pels nazis i, per tant, va caure en desgràcia després de la guerra a mesura que els aliats van forçar la desnazificació. El rival de Haas, Leopold Nowak, va ser designat per produir una nova edició crítica de les obres de Bruckner. Ell i altres com Benjamin Korstvedt i el director d'orquestra Leon Botstein van argumentar que l'explicació de Haas és, en el millor dels casos, una especulació ociosa, en el pitjor una justificació obscura de les pròpies decisions editorials de Haas. A més, s'ha assenyalat que Bruckner sovint començava a treballar en una simfonia pocs dies després d'acabar l'anterior. Com escriu Deryck Cooke: "Malgrat la contínua oposició i les crítiques, i moltes exhortacions benintencionades a la precaució dels seus amics, no va mirar ni a la dreta ni a l'esquerra, sinó que es va posar a treballar en la següent simfonia". La qüestió dels textos autèntics de Bruckner i els motius dels seus canvis continua sent polèmic i incòmode.

## Simfonies

### Període de Linz

#### Simfonia en fa menor
Otto Kitzler, l'últim professor de composició de Bruckner, li va posar tres tasques finals com a clímax dels seus estudis: una obra coral (Salm 112), una obertura (l'obertura en sol menor) i una simfonia. La Simfonia en fa menor es va completar el 1863. Bruckner va rebutjar més tard aquesta obra, però no la va destruir. Tot i que sens dubte recorda a un dels compositors anteriors com Robert Schumann, també porta els distintius de l'estil Bruckner posterior. Kitzler es va limitar a comentar que l'obra era "poc inspirada". Es va estrenar el 1924 i no es va publicar íntegrament fins al 1973. Ocasionalment, apareix com a "Simfonia núm. 00".

#### Simfonia núm. 1 en do menor
La Simfonia núm. 1 en do menor de Bruckner - de vegades anomenada per Bruckner "das kecke Beserl" (traduït aproximadament com "la criada descarada"), – es va completar el 1866, però el manuscrit original d'aquesta simfonia no es va reconstruir fins al 1998. En canvi, es coneix habitualment en dues versions, l'anomenada Versió de Linz -basada principalment en revisions rítmiques fetes a Viena el 1877- i la Versió de Viena completament revisada de 1891.

#### Simfonia en re menor
La següent simfonia de Bruckner va ser la Simfonia en re menor de 1869, l'anomenada "Simfonia núm. 0" ("Die Nullte"), una obra, tan durament criticada, que Bruckner la va retractar completament. No es va representar en absolut durant la seva vida.

#### Simfonia en si bemoll major
El següent intent de Bruckner va ser un esbós del primer moviment d'una simfonia en si bemoll major, però després no hi va treballar més. Hi ha un únic enregistrament comercial recent disponible d'aquest esborrany: Ricardo Luna, Bruckner unknown, CD Preiser Records PR 91250, 2013.

### Període de Viena

#### Simfonia núm. 2 en do menor
La Simfonia núm. 2 en do menor de 1871/1872 va ser revisada els anys 1873, 1876, 1877 i 1892. De vegades s'anomena Simfonia de les Pauses pel seu ús dramàtic de repòs d'orquestra sencera, que accentuen la forma de la peça. A l'edició de Carragan de la versió de 1872, l'Scherzo es col·loca en segon lloc i l'Adagio en tercer lloc. Està en la mateixa tonalitat que la núm. 1.

#### Simfonia núm. 3 en re menor
Bruckner va compondre la Simfonia núm. 3 en re menor el 1873. La va presentar a Wagner juntament amb la Segona, preguntant quina d'elles li podia dedicar. Wagner va triar la Tercera, i Bruckner li va enviar una còpia poc després, motiu pel qual la versió original de la Simfonia de Wagner es conserva tan bé malgrat les revisions de 1874, 1876, 1877 i 1888–9. Un factor que va ajudar Wagner a triar de quina simfonia acceptava la dedicatòria va ser que la Tercera conté cites dels drames musicals de Wagner, com Die Walküre i Lohengrin. La majoria d'aquestes cites es van extreure en les versions revisades.

#### Simfonia núm. 4 en mi bemoll major,romàntica
La Simfonia núm. 4 en mi bemoll major de Bruckner va ser el seu primer gran èxit. És més coneguda com a Simfonia romàntica, l'únic epítet aplicat a una simfonia pel mateix compositor. La versió de 1874 s'ha reproduït poques vegades; L'èxit va arribar el 1878, però només després de revisions importants, incloent-hi un scherzo i un finale completament nous, i de nou el 1880–81, una vegada més amb un final completament reescrit. Aquesta versió va ser estrenada l'any 1881 (sota el director d'orquestra Hans Richter). Bruckner va fer més revisions menors d'aquesta simfonia el 1886–88.

#### Simfonia núm. 5 en si bemoll major
La Simfonia núm. 5 de Bruckner en si bemoll major corona la seva època més productiva d'escriptura simfònica, acabada a principis de 1876. Fins fa poc només es coneixia la versió revisada a fons de 1878. El 2008 els conceptes originals d'aquesta simfonia van ser editats i interpretats per Akira Naito amb la Tokyo New City Orchestra. Molts consideren que aquesta simfonia és l'obra mestra de tota la vida de Bruckner en l'àrea del contrapunt. Per exemple, el Finale és un moviment combinat en forma de fuga i sonata: el primer tema (caracteritzat pel salt cap avall d'una octava) apareix a l'exposició com una fuga de quatre parts a les cordes i es presenta primer el tema final de l'exposició com una coral al metall, després com a fuga a quatre parts en el desenvolupament, i culminant amb una doble fuga amb el primer tema a la recapitulació; a més, lacoda combina no només aquests dos temes, sinó també el tema principal del primer moviment. Bruckner mai la va sentir tocar per una orquestra.

#### Simfonia núm. 6 en la major
La Simfonia núm. 6 en la major, escrita entre 1879 i 1881, és una obra sovint oblidada. Mentre que el ritme de Bruckner (dos quarts més un quart de triplet o viceversa) és una part important de les seves simfonies anteriors, en aquesta obra encara més, sobretot en el primer moviment, la qual cosa la fa especialment difícil d'interpretar.

#### Simfonia núm. 7 en mi major
La Simfonia núm. 7 en mi major va ser la més estimada de les simfonies de Bruckner amb el públic de l'època, i segueix sent popular. Va ser escrita entre 1881 i 1883 i revisada el 1885. Durant el temps en què Bruckner va començar a treballar en aquesta simfonia, era conscient que la mort de Wagner era imminent i, per tant, l'Adagio és una música lenta i plena de dol per a Wagner (el clímax del moviment arriba a l'assaig de la lletra W), i per primera vegada a l'obra de Bruckner, les tubes de Wagner s'inclouen a l'orquestra.

#### Simfonia núm. 8 en do menor
Bruckner va començar la composició de la Simfonia núm. 8 en do menor el 1884. El 1887 Bruckner va enviar l'obra a Hermann Levi, el director d'orquestra que havia portat la seva Setena a un gran èxit. Levi, que havia dit que la Setena Simfonia de Bruckner era la simfonia més important escrita després de Beethoven, creia que la Vuitena era un embolic confús. Devastat per l'avaluació de Levi, Bruckner va revisar l'obra, de vegades amb l'ajuda de Franz Schalk, i va completar aquesta nova versió el 1890. Deryck Cooke va escriure que "Bruckner no només va recompondre [la Vuitena]... sinó que la va millorar considerablement de diverses maneres... Aquesta és l'única simfonia que Bruckner no va aconseguir del tot en la seva primera versió definitiva, i era inqüestionable que havia de revisar-la".

#### Simfonia núm. 9 en re menor
L'èxit final de la vida de Bruckner va ser la seva Simfonia núm. 9 en re menor, que va començar l'agost de 1887, i que va dedicar "A Déu, l'Estimat". Els tres primers moviments es van completar a finals de 1894, només l'Adagio va trigar 18 mesos a completar-se, i els darrers divuit mesos de la vida de Bruckner es van dedicar al final del quart moviment. El treball es va retardar per la mala salut del compositor i per la seva compulsió per revisar les seves primeres simfonies, i en el moment de la seva mort el 1896 no havia acabat l'últim moviment. Els tres primers moviments van romandre sense interpretar fins a la seva estrena a Viena (en la versió molt revisada de Ferdinand Löwe) l'11 de febrer de 1903. Bruckner va suggerir utilitzar el seu Te Deum com a Finale, que completaria l'homenatge a la Novena simfonia de Beethoven (també en re menor). El problema era que el Te Deum és en do major, mentre que la Novena Simfonia és en re menor, i, encara que Bruckner va començar a esbossar una transició de la tonalitat de l'adagio de mi major a la tonalitat triomfal de do major, no va seguir la idea. A l'hora de la seva mort l'11 d'octubre de 1896, Bruckner havia completat la majoria, si no tot, del quart moviment del Finale, amb aproximadament 560 compassos en bifolis numerats i seqüencials en la mateixa escriptura de Bruckner. Hi ha hagut diversos intents de muntar, augmentar si cal i preparar el material manuscrit supervivent del Finale per a la seva interpretació. Les dues terminacions més conegudes són de William Carragan (1983–2010) i d'un comitè de musicòlegs, compositors i directors: Nicola Samale, John Philips, Benjamin-Gunnar Cohrs i Giuseppe Mazzuca (SPCM, 1984–2012).

### Estil
Les simfonies de Bruckner estan escrites per a una orquestra força estàndard de vent-fusta per parelles, quatre trompes, dues o tres trompetes, tres trombons, tuba (en la segona versió de la quarta), timbales i cordes. Les simfonies posteriors augmenten aquest complement, però no gaire. Cal destacar l'ús de tubes Wagner en les seves tres últimes simfonies. Només la vuitena té arpa, i percussió a més de timbales en totes les versions. La Setena, en algunes versions, presenta un sol plat al costat d'un triangle al clímax del segon moviment. L'estil d'escriptura orquestral de Bruckner va ser criticat pels seus contemporanis vienesos (Eduard Hanslick i el seu cercle), però a mitjans del segle xx, els musicòlegs van reconèixer que la seva orquestració estava modelada a partir del so del seu instrument primari, l'⁣orgue, és a dir, alternant-se entre dos grups d'instruments, com quan es passa d'un manual de l'orgue a un altre.

### Estructura
L'estructura de les simfonies de Bruckner és en certa manera una extensió de la de les simfonies de Beethoven. Les simfonies de Bruckner estan en quatre moviments.
- El primer moviment, en 4/4 o 2/2, és, a partir de la Simfonia núm. 2, un allegro en forma sonata modificada amb tres grups temàtics.[49] El primer grup es mostra majoritàriament en piano o pianissimo en un tremolo dels instruments de corda i, després d'un llarg crescendo, es repeteix en tutti. El segon grup, melodiós i en forma de lied ABA', és majoritàriament d'⁣estructura contrapuntística. El tercer grup, majoritàriament rítmic i sovint a l'uníson, és de vegades una variant del primer grup, com en la Simfonia núm 4. El desenvolupament sovint extens és seguit per una repetició modificada i una mica escurçada[50] i una potent coda.
- El segon moviment, principalment un adagio en 4/4, es troba generalment en forma lied ABA'B'A''. El primer grup temàtic, a vegades rítmic, es desenvolupa i es magnifica en la tercera i la cinquena part. El segon grup és majoritàriament una melodia en forma de cantilena.[51] L'adagio es posa en tercera posició en la primera versió de la Simfonia núm. 2, i en la Simfonia núm. 8 i la Simfonia núm. 9.
- L'scherzo en 3/4 i en mode menor sovint és ardent. El trio, de vegades molt breu, és més melodiós i sovint en forma de Ländler. La repetició da capo, a les primeres simfonies de Bruckner, acaba amb una coda curta i potent. La versió revisada de la Simfonia núm. 4 inclou un scherzo, l'"Scherzo de la caça", en què les seccions exteriors estan en 2/4 i en mode major.
- El finale, 2n 4/4 o 2/2, és, com el primer moviment, un allegro en forma de sonata modificada amb tres grups temàtics. Al primer grup, sovint una mena d'⁣introducció, segueix un segon grup, melodiós i sovint contrapuntístic, i un tercer grup, rítmic i sovint a l'uníson, que de vegades és una variant del primer grup, com a la Simfonia núm. 2. El desenvolupament, sovint de caràcter dramàtic, va seguit d'una repetició menys formal, que de vegades és invertida (C'B'A') com a la Simfonia núm. 7,[52] i una coda en què el primer grup temàtic del primer moviment es magnifica. A la coda de la Simfonia núm. 8, es magnifica el primer grup temàtic dels quatre moviments.

Nicholas Temperley escriu al New Grove Dictionary of Music and Musicians (1980) que Bruckner
sol va aconseguir crear una nova escola d'escriptura simfònica... Alguns l'han classificat com a conservador, altres com a radical. Realment no era cap dels dos, o alternativament era una fusió de tots dos... la seva música, tot i que wagneriana en la seva orquestració i en els seus grans períodes d'ascens i descens, té les seves arrels evidentment en estils més antics. Bruckner va prendre com a punt de partida la Novena Simfonia de Beethoven... La introducció del primer moviment, començant misteriosament i pujant lentament amb fragments del primer tema fins a la gegantina declaració completa d'aquest tema, va ser presa per Bruckner; també ho va ser la coda impressionant del primer moviment. L'scherzo i el moviment lent, amb la seva alternança de melodies, són models per als amplis moviments mitjans de Bruckner, mentre que el final amb un gran himne culminant és una característica de gairebé totes les simfonies de Bruckner.
Bruckner és el primer compositor des de Schubert sobre el qual es poden fer aquestes generalitzacions. Les seves simfonies van seguir deliberadament un patró, cadascuna basant-se en els èxits de les seves predecessores... El seu estil melòdic i harmònic va canviar poc, i tenia tant de Schubert com de Wagner... La seva tècnica en el desenvolupament i transformació de temes, apreses de Beethoven, Liszt i Wagner, va ser insuperable, i era gairebé igual a Brahms en l'art de la variació melòdica.
Deryck Cooke afegeix, també a New Grove,
Malgrat el seu deute general amb Beethoven i Wagner, la "Simfonia de Bruckner" és una concepció única, no només per la individualitat del seu esperit i dels seus materials, sinó més encara per l'originalitat absoluta dels seus processos formals. Al principi, aquests processos semblaven tan estranys i sense precedents que es van prendre com una prova de pura incompetència... Ara es reconeix que els mètodes estructurals poc ortodoxos de Bruckner eren inevitables... Bruckner va crear un nou i monumental tipus d'organisme simfònic, que abjurava de la continuïtat tensa i dinàmica de Beethoven, i de la continuïtat àmplia i fluida de Wagner, per tal d'expressar quelcom de profundament diferent de qualsevol dels dos compositors, quelcom elemental i metafísic.
En una ressenya d'un concert, Bernard Holland va descriure parts dels primers moviments de la Sisena i la Setena simfonies de Bruckner de la següent manera: "Hi ha la mateixa introducció lenta i àmplia, els clímaxs prolongats que creixen, es retiren i després creixen més, una mena de coït musical interromput".
A la Segona Edició del 2001 del New Grove, Mark Evan Bonds va descriure les simfonies de Bruckner com "monumentals en abast i disseny, combinant el lirisme amb un disseny inherentment polifònic... Bruckner preferia un enfocament a la forma de gran escala que es basava més en la juxtaposició temàtica i harmònica a gran escala. Al llarg de la seva obra, es percep un interès cada vegada major en la integració cíclica que culmina en la seva obra mestra, la Simfonia núm. 8 en do menor, una obra on la darrera pàgina integra els temes principals dels quatre moviments simultàniament."

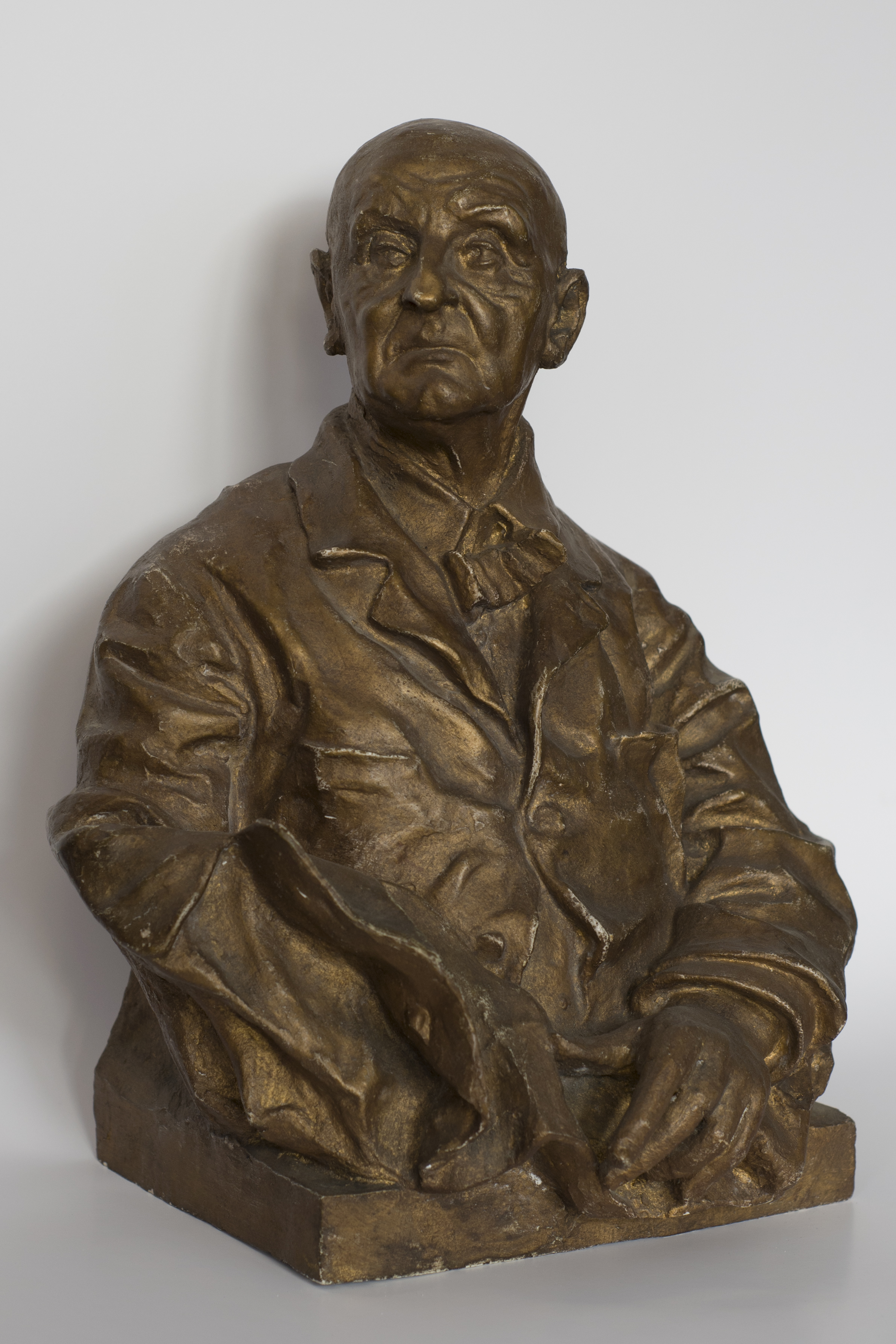
Còpia del bust de Tilgner

L'any 1990, l'artista nord-americà Jack Ox va presentar una ponència anomenada The Systematic Translation of Anton Bruckner's Eighth Symphony into a series of Thirteen Paintings al Simposi Bruckner de Linz, Àustria; aquí va analitzar estructuralment tots els temes de la Vuitena Simfonia. A continuació, va procedir a mostrar com va mapar aquestes dades musicals en una sèrie de dotze grans visualitzacions pintades. L'informe de la conferència es va publicar el 1993.

### El problema Bruckner
"La qüestió Bruckner" engloba les dificultats i complicacions provinents de les múltiples versions i edicions contrastants que existeixen per a la major part de les seves simfonies. El terme va guanyar difusió després de la publicació (el 1969) d'un article que tractava el tema, "The Bruckner Problem Simplified" del musicòleg Deryck Cooke, que va posar el tema a l'atenció dels músics de parla anglesa.
Les primeres versions de les simfonies de Bruckner presentaven sovint una complexitat instrumental, contrapuntística i rítmica (ritme brucknerià "2 + 3", ús de quintuplets), l'originalitat de la qual no s'ha entès i que els músics consideraven ininterpretables. Per tal de fer-les "interpretables", les simfonies, excepte les Simfonies núm. 5, núm. 6 i núm. 7, van ser revisades diverses vegades. En conseqüència, hi ha diverses versions i edicions, principalment de les Simfonies 3, 4 i 8, que han estat profundament esmenades pels amics i col·laboradors de Bruckner, i no sempre és possible saber si les esmenes tenien l'autorització directa de Bruckner.
Buscant versions autèntiques de les simfonies, Robert Haas va produir durant la dècada de 1930 una primera edició crítica de les obres de Bruckner basada en les partitures originals. Després de la Segona Guerra Mundial, altres estudiosos (Leopold Nowak, William Carragan, Benjamin-Gunnar Cohrs et al.) van continuar amb aquest treball.
Dos dels més cèlebres directors de l'obra de Bruckner són Eugen Jochum i Günter Wand. Un altre intèrpret apassionat va ser Sergiu Celibidache, que va gravar les simfonies 3-9 amb la Filharmònica de Múnic. Carlo Maria Giulini ha estat considerat un excel·lent traductor de les simfonies 2, 7, 8 i 9. Altres intèrprets famosos han estat Wilhelm Furtwängler, Bruno Walter, Otto Klemperer, Hans Knappertsbusch, Carl Schuricht, Stanisław Skrowaczewski, Herbert von Karajan, Georg Tintner, Bernard Haitink i Eliahu Inbal.

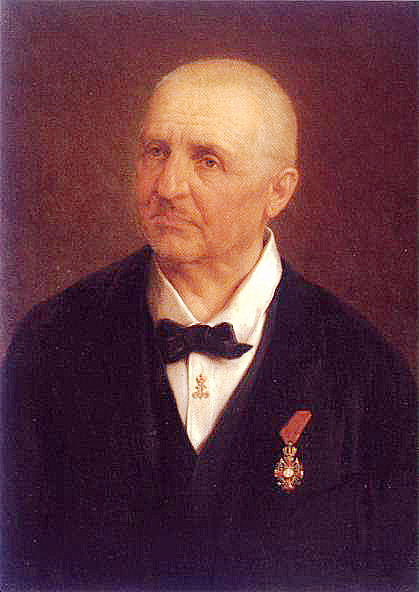
Anton Bruckner

### Obres corals religioses
Bruckner era un home devotament religiós i va compondre nombroses obres sagrades. Va escriure un Te Deum, cinc Salms (incloent el Salm 150 a la dècada de 1890), una Cantata festiva, un Magnificat, una quarantena de motets (entre ells vuit versions de Tantum ergo, i tres de Christus factus est i Ave Maria), i almenys set misses.
Les tres primeres misses (Windhaager Messe, Kronstorfer Messe i Messe für den Gründonnerstag), compostes entre 1842 i 1844, eren breus Landmessen austríacs per al seu ús a les esglésies locals i no sempre fixaven tots els números de l'ordinari. El seu Rèquiem en re menor de 1849 és l'obra més antiga que el mateix Bruckner considera digna de conservar. Mostra la clara influència del Rèquiem de Mozart (també en re menor) i obres similars de Michael Haydn. La Missa solemnis, poc interpretada, del 1854 va ser creada per a la instal·lació de Friedrich Mayer, marcant l'última obra important que Bruckner va escriure abans de començar els seus estudis amb Simon Sechter, a excepció del Salm 146, una gran obra per a solistes del SATB, doble cor i orquestra.
Les tres misses que Bruckner va escriure a la dècada de 1860 i revisades més tard durant la seva vida es representen amb més freqüència. Les misses numerades 1 en re menor i 3 en fa menor són per a cantants solistes, cor mixt, orgue ad libitum i orquestra, mentre que la núm. 2 en mi menor és per a cor mixt i un petit grup d'instruments de vent, i va ser escrita en un intent d'apropar-se amb els cecilians. Els cecilians volien desfer la música de l'església dels instruments per complet. La núm. 3 estava clarament destinada al concert, més que a l'actuació litúrgica, i és l'única de les seves misses en què va posar el primer vers del Gloria, "Gloria in excelsis Deo", i del Credo, "Credo in unum". Deum", a la música. En els concerts de les altres misses, aquestes línies són entonades per un tenor solista de la manera que ho faria un sacerdot, amb una línia de cant pla.

### Obres vocals profanes

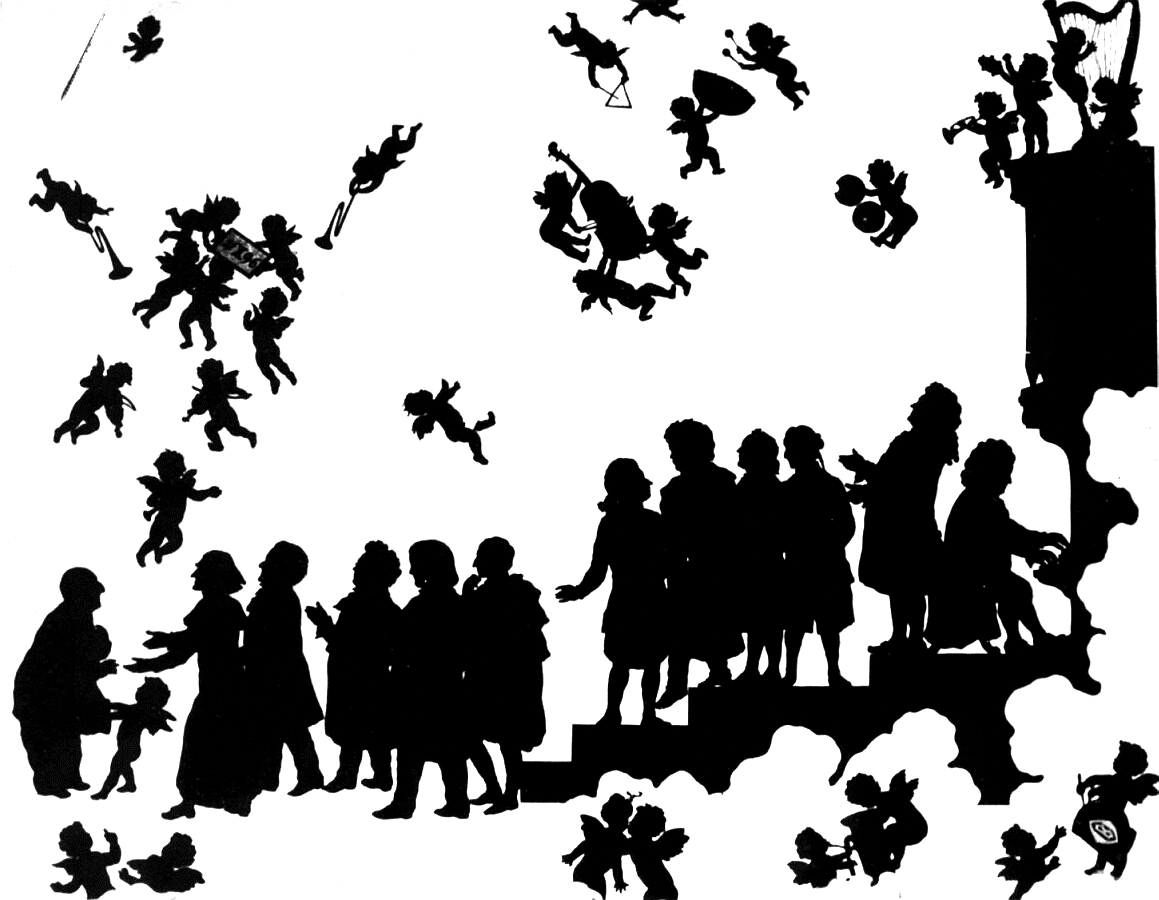
"Anton Bruckner arriba al cel". Bruckner és rebut per (d'esquerra a dreta): Liszt, Wagner, Schubert, Schumann, Weber, Mozart, Beethoven, Gluck, Haydn, Händel, Bach. (Dibuix de la silueta d'⁣Otto Böhler)

De jove, Bruckner va cantar en cors d'homes i va escriure música per a ells. La música coral profana de Bruckner va ser escrita principalment per a societats corals. Els textos sempre estan en alemany. Algunes d'aquestes obres van ser escrites expressament per a ocasions privades com casaments, funerals, aniversaris o onomàstiques, moltes d'aquestes dedicades a amics i coneguts del compositor. Aquesta música s'interpreta poques vegades. El biògraf Derek Watson caracteritza les peces per a cor d'homes "d'escassa importància per a l'oient no alemany.". D'unes 30 peces d'aquest tipus, una composició més inusual i evocadora és la cançó Abendzauber (1878) per a cor d'homes, solista, yodelers i quatre trompes.
Bruckner també va compondre 20 Lieder, dels quals només uns quants han estat publicats. Els Lieder que Bruckner va compondre el 1861-1862 mentre era alumne d'Otto Kitzler no han estat classificats WAB. El 2013 la Biblioteca Nacional d'Àustria va poder adquirir un facsímil del <i id="mwAfQ">Kitzler-Studienbuch</i>, el manuscrit autògraf fins llavors no disponible per al públic. El facsímil està editat per Paul Hawkshaw i Erich Wolfgang Partsch a la banda XXV de Gesamtausgabe de Bruckner.
Bruckner va compondre també cinc cantates, així com dues cantates patriòtiques, Germanenzug i Helgoland, sobre textos d'⁣August Silberstein . Germanenzug (WAB 70), composta entre 1863 i 1864, va ser la primera obra publicada de Bruckner. Helgoland (WAB 71), per a cor d'homes i gran orquestra de TTBB, va ser composta l'any 1893 i va ser l'última composició completada de Bruckner i l'única obra vocal profana que va creure prou digna de llegar a la Biblioteca Nacional d'Àustria.

### Altres obres
Durant el seu aprenentatge amb Otto Kitzler, Bruckner va compondre tres peces orquestrals breus i una marxa en re menor com a exercicis d'orquestració. En aquella època també va escriure una obertura en sol menor. Aquestes composicions, que ocasionalment es presenten en les gravacions de les simfonies, ja mostren indicis de l'estil emergent de Bruckner.
Un Quartet de corda en do menor i el Rondó en do menor, també compost el 1862, van ser descoberts dècades després de la mort de Bruckner. El posterior Quintet de corda en fa major de 1879, contemporani de les Simfonies Cinquena i Sisena, s'ha interpretat amb freqüència. L'⁣Intermezzo en re menor, que pretenia substituir el seu scherzo, no s'executa amb freqüència.
Un Symphonisches Präludium (Preludi simfònic) en do menor va ser descobert per l'estudiós de Mahler Paul Banks a la Biblioteca Nacional d'Àustria el 1974 en una transcripció per a duet de piano. Banks el va atribuir a Gustav Mahler i el va fer orquestrar per Albrecht Gürsching. El 1985 Wolfgang Hiltl, que havia recuperat la partitura original de Rudolf Krzyzanowski, la va fer publicar per Doblinger (publicada el 2002). Segons l'estudiós Benjamin-Gunnar Cohrs, l'examen estilístic d'aquest "preludi" mostra que és tot de Bruckner. Possiblement, Bruckner havia donat un esborrany de partitura al seu alumne Krzyzanowski, que ja contenia les parts de corda i algunes línies importants per a vent-fusta i metall, com a exercici d'instrumentació.
Els Dos Aequali de Bruckner de 1847 per a tres trombons són obres solemnes i breus. La Marxa militar de 1865 és una obra ocasional com a gest d'agraïment a la Militär-Kapelle der Jäger-Truppe de Linz. Abendklänge de 1866 és una peça de caràcter breu per a violí i piano.
Bruckner també va escriure un Lancer-Quadrille (c. 1850) i algunes altres petites obres per a piano. La major part d'aquesta música va ser escrita amb finalitats docents. Altres setze peces per a piano, que Bruckner va compondre el 1862 durant la seva classe de Kitzler, no han estat classificades WAB. Un facsímil d'aquestes peces es troba al Kitzler-Studienbuch.
Bruckner va ser un reconegut organista al Priorat de Sant Florià, on va improvisar amb freqüència. Aquelles improvisacions normalment no eren transcrites, de manera que només han sobreviscut algunes de les seves obres per a orgue. Els cinc preludis en mi bemoll major (1836–1837), classificats WAB 127 i WAB 128, així com algunes altres obres no classificades per WAB, que s'han trobat al Präludienbuch de Bruckner, probablement no són de Bruckner.
Bruckner mai va escriure una òpera i, per molt que era un fan dels drames musicals de Wagner, no li interessava el drama. El 1893 va pensar a escriure una òpera anomenada Astra basada en una novel·la de Gertrud Bollé-Hellmund. Encara que assistia a representacions de les òperes de Wagner, estava molt més interessat en la música que no pas en l'argument. Després de veure Götterdämmerung de Wagner, va preguntar: "Digues-me, per què van cremar la dona al final?" Tampoc Bruckner no va escriure mai un oratori.

### Bruckner Gesamtausgabe
Publicat per Musikwissenschaftlicher Verlag a Viena, Bruckner Kritische Gesamtausgabe (Edició Crítica Completa de Bruckner) consta de tres edicions successives.
- La primera edició (1934–1944, director edició: Robert Haas) incloïa partitures "híbrides" per a les Simfonies 2 i 8 i altres combinacions similars per a altres obres revisades.
- A la segona edició (1951–1989, director edició: Leopold Nowak ) Nowak et al. es va anar publicant diverses versions d'algunes obres, en el procés corregint alguns errors de Haas. Després de la dimissió de Nowak, (1990 en endavant, director edició: Herbert Vogg) William Carragan, Paul Hawkshaw, Benjamin-Gunnar Cohrs et al. estan en procés de revisar i corregir encara més el treball de Haas i Nowak.[72]
- L'any 2011 es va decidir publicar una nova edició (consell editorial: Paul Hawkshaw, Thomas Leibnitz, Andreas Lindner, Angela Pachovsky, Thomas Röder), que inclourà el contingut de l'edició actual i l'integrarà amb les fonts que s'havien recuperat des de la seva publicació.

## Recepció al segle XX
La popularitat de Bruckner ha augmentat considerablement gràcies a la introducció dels formats de reproducció llarga i a les millores en la tecnologia d'enregistrament, ja que molta de la seva música és de llarga durada i presenta un vast entramat orquestral.
Dècades després de la seva mort, els nazis van aprovar fermament la música de Bruckner perquè la veien com una expressió del zeitgeist del volk alemany, i Hitler fins i tot va consagrar un bust de Bruckner en una cerimònia àmpliament fotografiada el 1937 al temple Walhalla de Ratisbona. La música de Bruckner va ser una de les més populars a l'Alemanya nazi.
Cap al final de la Segona Guerra Mundial, Adolf Hitler es va enamorar de la música de Bruckner i, com a resultat, va planejar convertir el monestir de St. Florian a Linz, on Bruckner havia tocat l'orgue i on estava enterrat, en un dipòsit dels manuscrits de Bruckner. Hitler va desallotjar els monjos de l'edifici i va pagar personalment la restauració de l'orgue i la institució d'un centre d'estudis Bruckner. També va pagar la publicació de la col·lecció Haas d'obres de Bruckner i ell mateix va comprar material per a la biblioteca proposada. A més, Hitler va provocar la fundació de l'Orquestra Simfònica Bruckner, que va començar a presentar concerts a la tardor de 1943. El seu pla perquè un dels campanars de Linz toqués un tema de la Quarta Simfonia de Bruckner no es va arribar a complir. L'Adagio de la Setena Simfonia de Bruckner va ser emès per la ràdio alemanya (Deutscher Reichsrundfunk) quan va anunciar la notícia de la mort de Hitler l'1 de maig de 1945.
Avui el Brucknerhaus de Linz, inaugurat el 1974, porta el seu nom.
L'aprovació de la seva música per part de Hitler i els nazis no va perjudicar la posició de Bruckner als mitjans de postguerra, i diverses pel·lícules i produccions de televisió a Europa i els Estats Units han utilitzat fragments de la seva música des dels anys 50, com ja ho feien als anys 30. Tampoc l'⁣Orquestra Filharmònica d'Israel va prohibir mai la música de Bruckner com ho han fet amb la de Wagner, fins i tot enregistrant la Vuitena Simfonia amb Zubin Mehta.
Les obres simfòniques de Bruckner, molt calumniades a Viena durant la seva vida, tenen ara un lloc important en la tradició i el repertori musical de l'⁣Orquestra Filharmònica de Viena.

### En la cultura popular
La vida de Bruckner es va retratar a la pel·lícula de 1995 de Jan Schmidt-Garre Bruckner’s Decision, que se centra en la seva recuperació en un balneari austríac. La pel·lícula per a la televisió de Ken Russell The Strange Affliction of Anton Bruckner, protagonitzada per Peter Mackriel, també ficciona l'estada real de Bruckner en un sanatori a causa d'⁣un trastorn obsessiu-compulsiu (o 'numeromania' com es va descriure aleshores).
A més, Visconti va utilitzar la música de Bruckner per a Senso (1954), la seva trama relacionada amb la invasió austríaca d'Itàlia a la dècada de 1860. La partitura de Carl Davis per a la restauració de la pel·lícula de 1925 Ben-Hur pren "inspiració de Bruckner per aconseguir la reverència en les escenes bíbliques.